# Петропавловское сельское поселение (Петропавловский район)
Петропа́вловское се́льское поселе́ние — муниципальное образование в Петропавловском районе Воронежской области Российской Федерации.
Административный центр — село Петропавловка.

## Население
| 2010  | 2012  | 2013  | 2014  | 2015  | 2016  | 2017  |
| ----- | ----- | ----- | ----- | ----- | ----- | ----- |
| 5328  | ↘5234 | ↘5192 | ↘5084 | ↘5020 | ↘4991 | ↘4922 |
| 2018  | 2021  |       |       |       |       |       |
| ↘4812 | ↗4894 |       |       |       |       |       |

## Состав сельского поселения
| № | Населённый пункт  | Тип населённого пункта       | Население |
| - | ----------------- | ---------------------------- | --------- |
| 1 | Петропавловка     | село, административный центр | ↘4819     |
| 2 | Червоно-Чехурский | хутор                        | 78        |